# Más cara que espalda
Más cara que espalda es el tercer y último disco hasta la fecha de la banda madrileña Los Petersellers. Más tarde lanzarían el recopilatorio Los bestsellers de los Petersellers.
El disco hace distintas versiones de Love Is In The Air (Deja de beber), Last night a DJ saved my life (Las zapatillas de bailar) o Venus (Si es gratis).

## Lista de canciones
| N.º | Canción                                       | Duración |
| --- | --------------------------------------------- | -------- |
| 1.  | «Soy escandinavo»                             | 04:34    |
| 2.  | «Si es gratis»                                | 03:23    |
| 3.  | «Intelectual»                                 | 03:05    |
| 4.  | «Tengo frío»                                  | 04:01    |
| 5.  | «J. Juan (La canción de la J)»                | 03:00    |
| 6.  | «666»                                         | 05:39    |
| 7.  | «Las zapatillas de bailar»                    | 05:55    |
| 8.  | «Ultraviolencia»                              | 02:47    |
| 9.  | «Deja de beber»                               | 04:48    |
| 10. | «La lotería»                                  | 04:12    |
| 11. | «Super-Disco-Chino»                           | 02:40    |
| 12. | «La Petercanción (Arriming the little onion)» | 08:35    |